# Scevola (nome)
Scevola  è un nome proprio di persona italiano maschile.

## Origine e diffusione

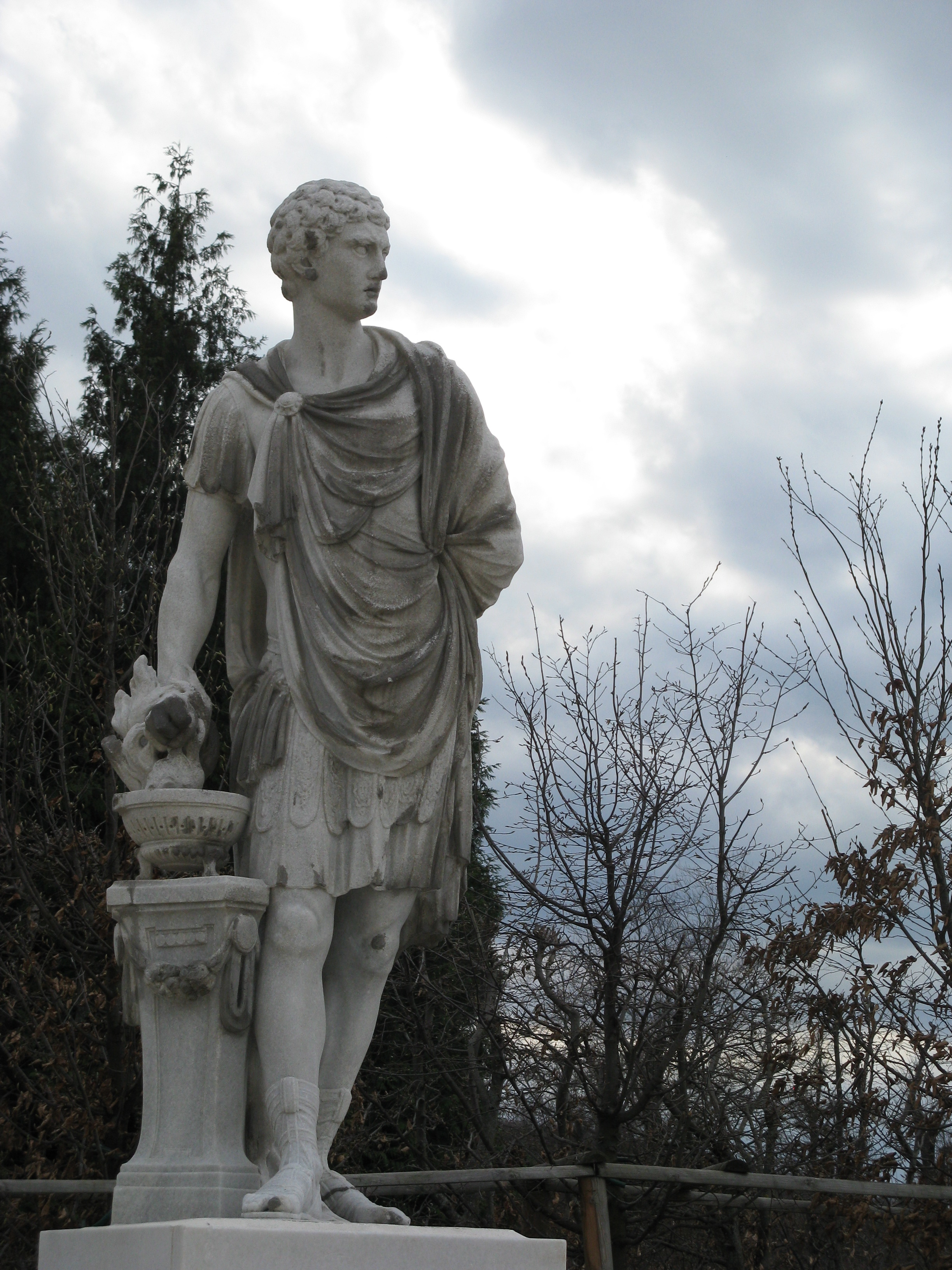
Statua raffigurante Muzio Scevola nel giardino del Castello di Schönbrunn

Nome di scarsissima diffusione, riprende il cognomen latino Scaevola, da scaevus, che vuol dire "mancino", "che usa la mano sinistra". Secondo la tradizione, così venne soprannominato il nobile romano Muzio Cordo che, per impressionare il re etrusco Porsenna, bruciò la propria mano destra nel fuoco, divenendo quindi noto come Muzio Scevola.

## Onomastico
Si tratta di un nome adespota, in quanto non è portato da alcun santo; l'onomastico si festeggia quindi il 1º novembre, in occasione di Ognissanti.

## Persone
- Scevola Mariotti, linguista e filologo italiano